# 赫伯特·冯·俾斯麦
赫伯特·冯·俾斯麦（德語：Herbert von Bismarck，1849年12月28日—1904年9月18日），是德意志帝国时期的容克贵族、外交官和政治家，宰相俾斯麦的长子。

## 生平
他曾于1886年5月进入俾斯麦内阁被任命为外交大臣，并一直任职至1890年3月他父亲去职为止。